# Porsgrunds Porselænsfabrik
Porsgrunds Porselænsfabrik är en norsk porslinsfabrik i Porsgrunn, grundad 1885 av skeppsredaren J. Jeremiassen och Carl Maria Bauer.
Det dröjde till 1887 innan produktionen av porslin kom i gång. Under första världskriget låg produktionen nere. Bland konstnärer knutna till fabriken märks bland andra Rose Matin, Torolf Holmboe och Eystein Sandnes.